# 洱水神祠
洱水神祠又名龙王庙、洱水祠，位于云南省大理州大理市大理镇才村村委会龙凤村，地处洱海之滨，供奉白族斩蟒英雄段赤城，是龙风村和南才村的本主庙。洱水神祠每年有三个节日：一是农历五月端午节，为本主诞辰，二是农历七月廿三日段龙王诞辰，三是农历八月初八耍海会（又名捞尸会）。

## 历史
正德《雲南志》记载，洱海西滨有一座“洱水龍神廟”，建于南诏。又据《万历云南通志》记载，洱水神祠建于明初，正德九年（1514年）因地震倾颓，知府梁珠重修；嘉靖四年（1525年）大旱，兵宪副使姜龙祷雨得以应验，因而“重修廟貌，建堂閣於祠前”。1980年代，洱水神祠附近沙滩上陆续发现28枚明代卫所官印，这些官印据推测与水神祀典有关，证明了当时的官祀之盛。
清康熙三十二年（1693年），提督諾穆圖重修。1925年大理地震中被毁，后重建。
1983年，龙凤村莲池会、老年协会和村公所筹资维修大殿，塑段赤诚像。1987年，重建钵井。1992年，当地民众筹资1.5万元重建大门、维修北厢房并修筑围墙。1985年9月20日，洱水神祠被公布为第一批大理市文物保护单位。

## 建筑
洱水神祠坐西朝东，大门面向洱海，现存大殿、北厢房。费子智记载，1930年代时洱水神祠位于洱海中一个小岛上，有桥与岸相连；随着洱海的水位下降，目前洱水神祠距湖岸约有百米之遥。
大殿为单檐歇山顶，三开间，面阔13.7米，进深10.8米，悬挂“洱水祠”、“玉洱民天”两幅匾额，楹联为“妙感绿桃万古昭垂龙王庙，义歼黑蟒千秋永传无字碑”。大殿内供奉三尊塑像，中间为段赤城（牌位为“翊连阖闢乾坤裔慈圣帝洱海龙王大圣之位”），左边为“龙王三太子”，右边为“本主五老爷”（即龙凤村本主，传说是段赤城的义弟兼副将）。正殿前廊有一口名为“钵井”的水井，其上盖有香台，相传钵井直通龙宫，古人建盖洱水神祠的木料皆为龙王由钵井送出，当地人相信钵井水具有治病和提高粮食产量的功效。
北厢房三开间，面阔11米，进深6.5米，重檐硬山顶，属于白族民居建筑样式，一楼由龙凤村莲池会、老年协会使用。
洱水神祠前曾有浩然阁，该阁建于明嘉靖十七年，名列洱海四大名阁之首，云南回变中被毁，清末重建后又被毁，民国时期在原址建有丰乐亭，1984年也遭损毁。
洱水神祠内还保存有多通碑刻，包括宋湘《洱海行》碑、王发越《游洱海浩然阁燕集临水亭记》碑、岣嵝碑、《段赤诚碑》，《雨洗神碑》、《钵井碑》、《重修丰乐亭记》。

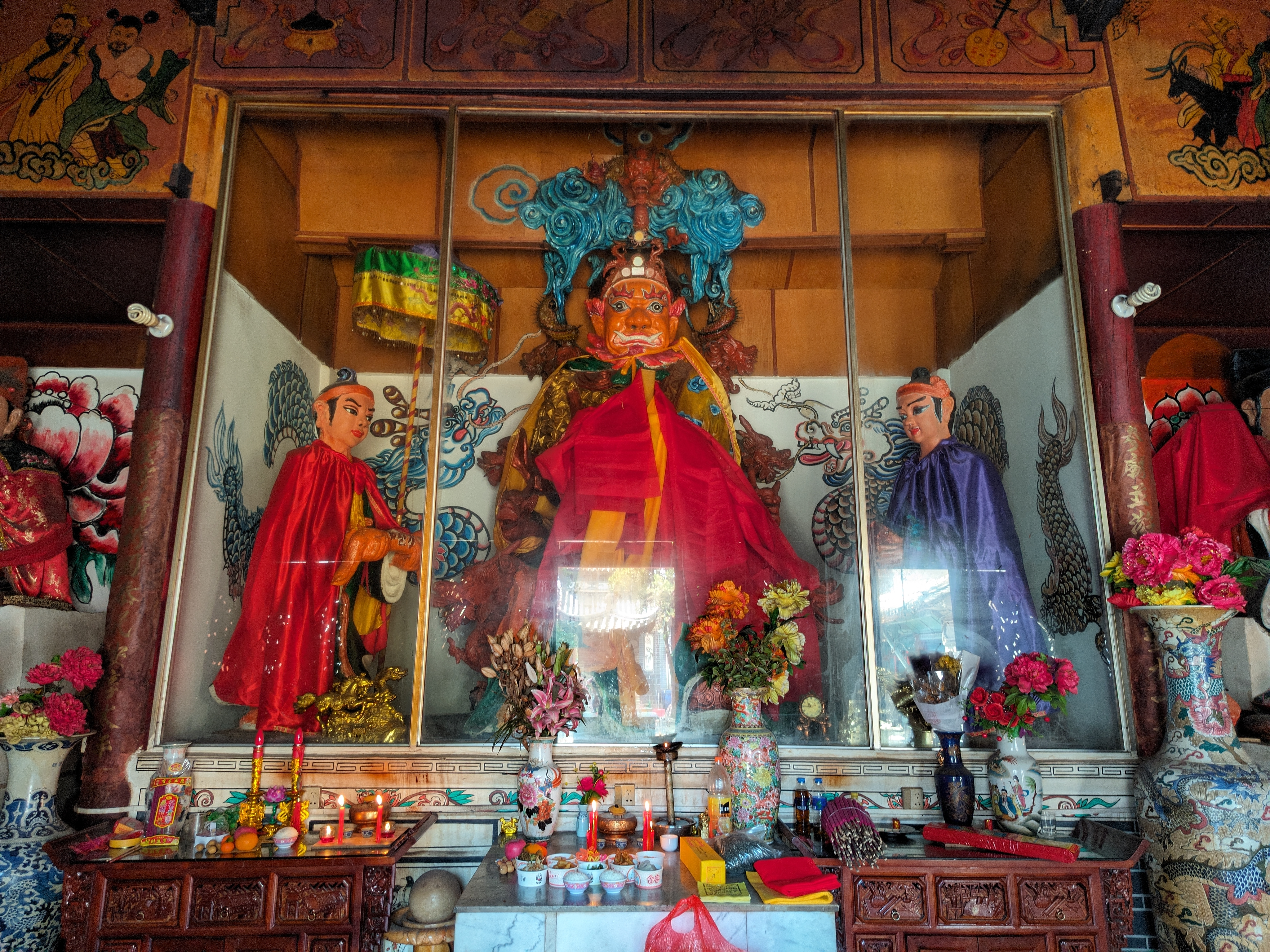
大殿正中的段赤城塑像
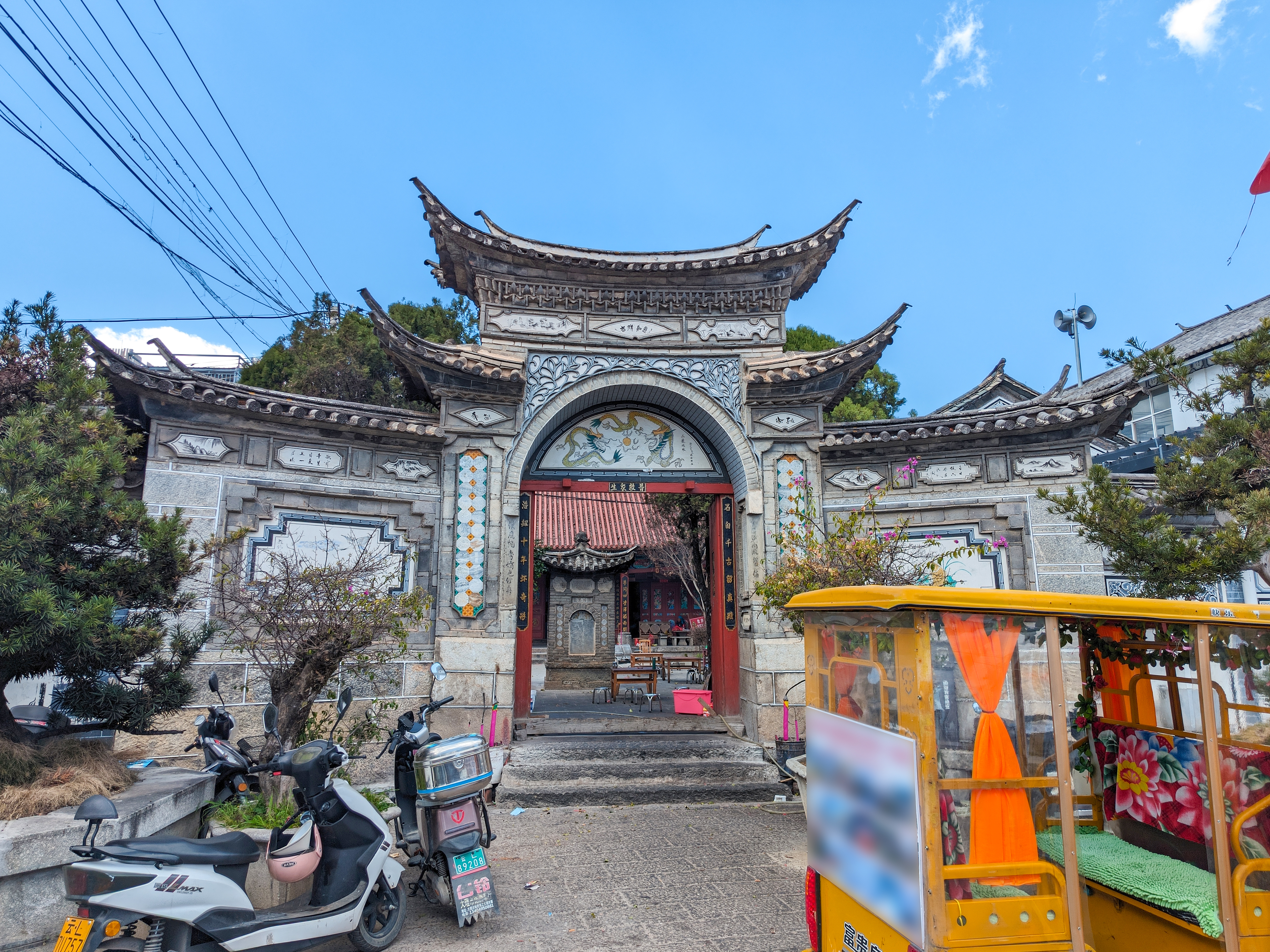
大门
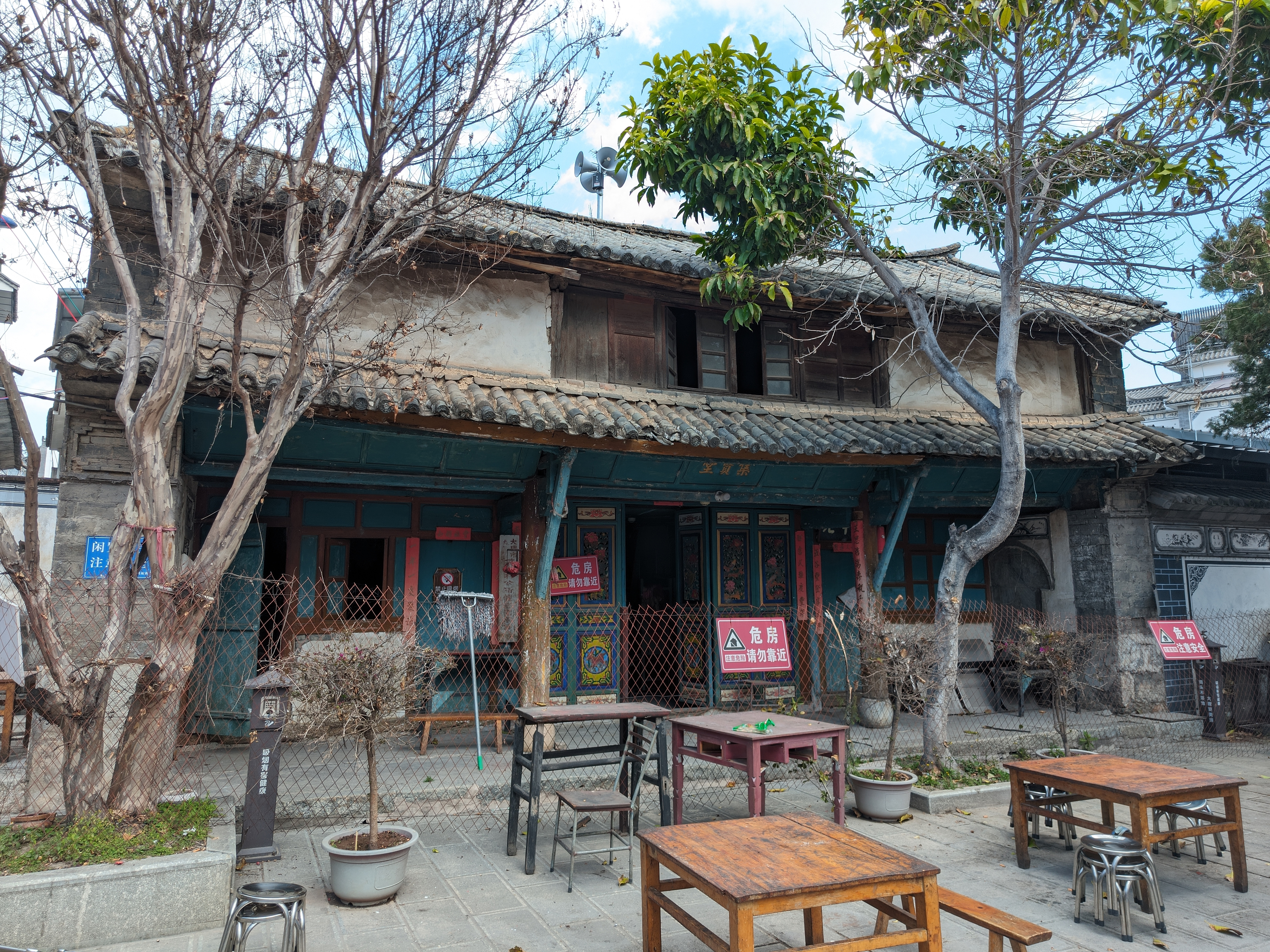
北厢房
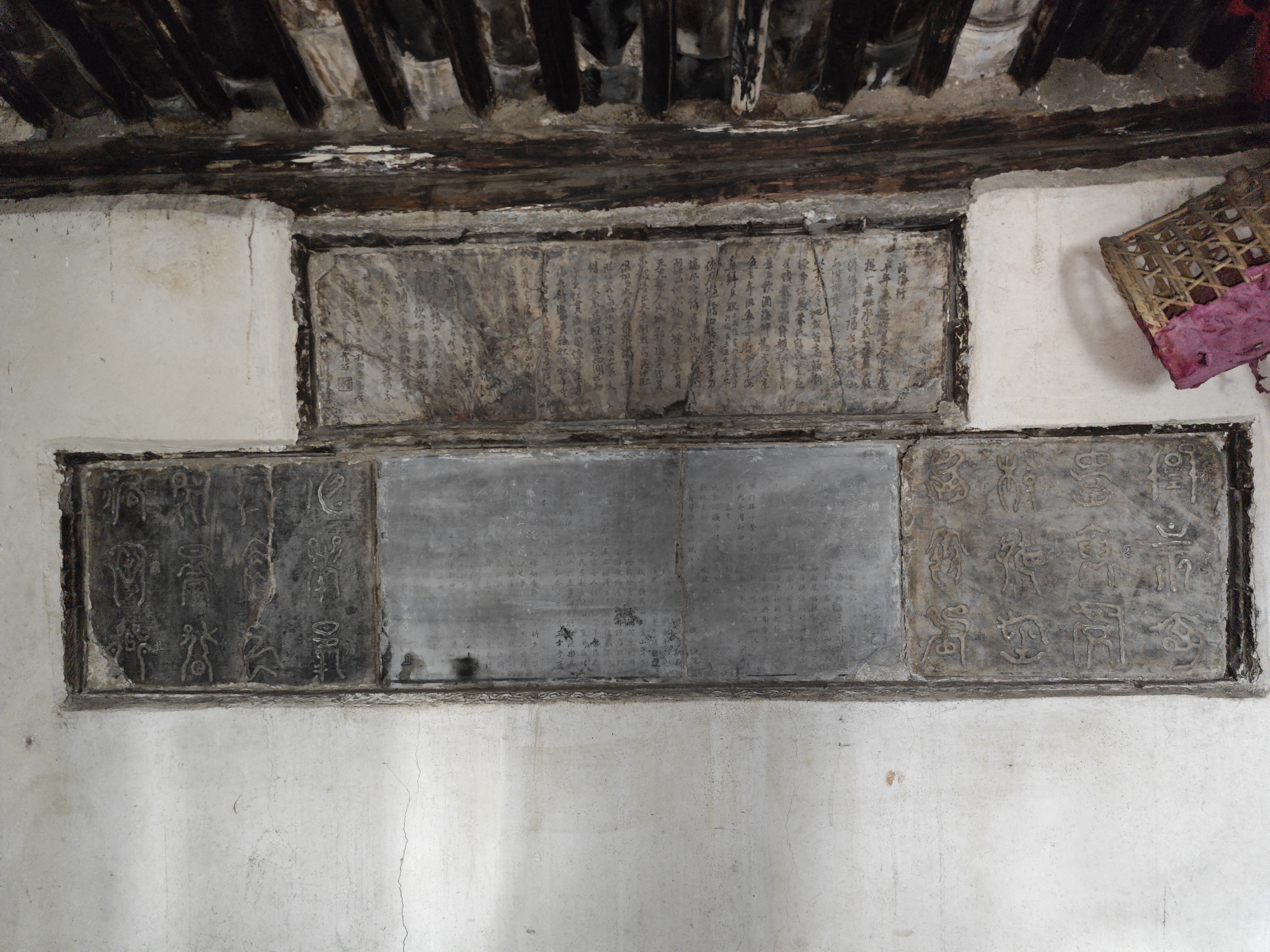
北厢房二楼的古碑